# Trichoniscoides cassagnaui
Trichoniscoides cassagnaui là một loài chân đều trong họ Trichoniscidae. Loài này được Dalens miêu tả khoa học năm 1972.